# Angola nos Jogos Paralímpicos de Verão de 2016
Angola participa nos Jogos Paralímpicos de Verão de 2016 no Rio de Janeiro, Brasil, de 7 a 18 de setembro de 2016.